# چکری وکیلان
چکری وکیلان (به انگلیسی: Chakri Vakilan) یک روستا در پاکستان است که در پنجاب واقع شده‌است.